# Clatsop
Ne doit pas être confondu avec Comté de Clatsop.
Les Clatsop sont une tribu amérindienne de la région Nord-Ouest Pacifique, aux États-Unis. Ils vivaient dans l’Oregon, entre l’embouchure du fleuve Columbia et la ville de Tillamook.